# Övre Lansjärv
Övre Lansjärv är en sjö i Överkalix kommun i Norrbotten och ingår i Kalixälvens huvudavrinningsområde. Sjön har en area på 7,74 kvadratkilometer och ligger 81,9 meter över havet. Övre Lansjärv ligger i Torne och Kalix älvsystem Natura 2000-område. Sjön avvattnas av vattendraget Tvärån (Lansån).

## Delavrinningsområde
Övre Lansjärv ingår i det delavrinningsområde (740875-178385) som SMHI kallar för Utloppet av Yttre Lansjärv. Medelhöjden är 139 meter över havet och ytan är 46,25 kvadratkilometer. Räknas de 56 avrinningsområdena uppströms in blir den ackumulerade arean 1 280,05 kvadratkilometer. Tvärån (Lansån) som avvattnar avrinningsområdet har biflödesordning 3, vilket innebär att vattnet flödar genom totalt 3 vattendrag innan det når havet efter 122 kilometer. Avrinningsområdet består mestadels av skog (66 procent). Avrinningsområdet har 7,62 kvadratkilometer vattenytor vilket ger det en sjöprocent på 16,5 procent.